# Крутой горизонт
Крутой горизонт — советский художественный фильм о шахтерах Донбасса режиссёра Василия Ильяшенко, снятый в 1970 году.
Премьера состоялась 8 ноября 1971 года.

## Сюжет
На одну из угольных шахт Донбасса назначен новый директор. Его своеобразный метод руководства — постоянные выговоры и дикая штурмовщина — закономерно приводит к аварии.

## В ролях
- Борис Зайденберг — Костенко (директор шахты)
- Николай Тимофеев — Петр Матвеевич
- Татьяна Конюхова — Анна
- Леонид Бакштаев — Иван
- Алексей Кузнецов
- Александр Гай
- Ирина Терещенко

## Создатели картины
- Режиссёр — Василий Ильяшенко
- Сценарист — Евгений Оноприенко
- Оператор — Кирилл Ромицын
- Композитор — Евгений Зубцов
- Директор фильма — Алексей Ярмольский

## Прокат
Картину посмотрели 6 млн зрителей.